# Křešín
Křešín (deutsch Kreschin) ist eine Gemeinde in Tschechien. Sie liegt 12 Kilometer nördlich von Příbram und gehört zum Okres Příbram.

## Geographie
Křešín befindet sich im Nordosten des Zentralbrdy linksseitig des Tales der Litavka. Das Dorf wird im Westen und Süden von der auf eigene Gefahr begehbaren Zone A des Truppenübungsplatzes Brdy umgeben. Westlich erhebt sich der Špičák (579 m), im Osten jenseits der Litavka liegt der Plešivec (653 m). Nach Křešín führt lediglich eine Straße von Felbabka.
Nachbarorte sind Felbabka im Norden, Rejkovice im Osten, Evženov und Jince im Südosten, Ohrazenice im Süden, Hrachoviště im Südwesten, Mrtník und Hvozdec im Westen sowie Podluhy im Nordwesten.

## Geschichte
Die erste urkundliche Erwähnung von Křešín erfolgte 1370.

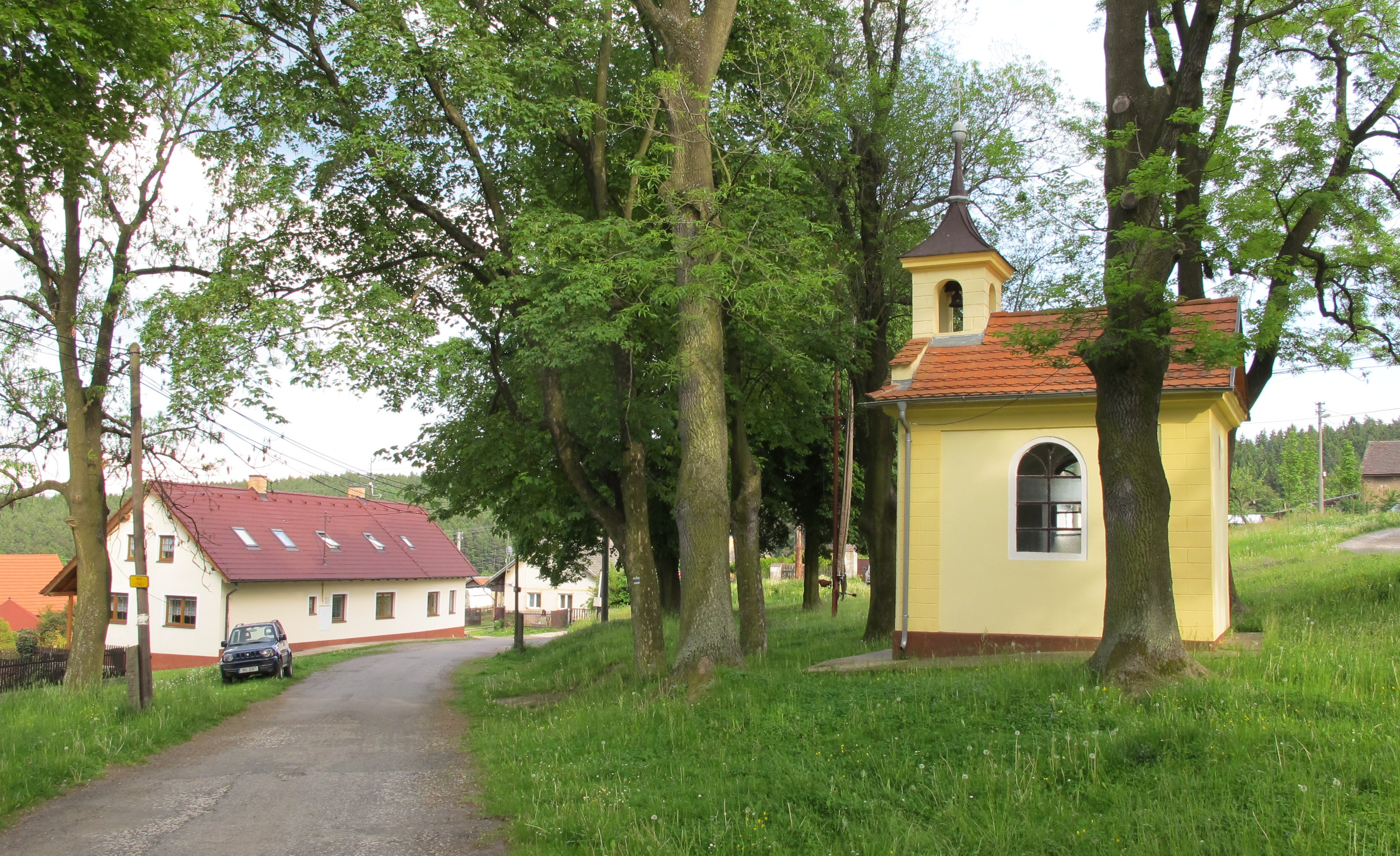

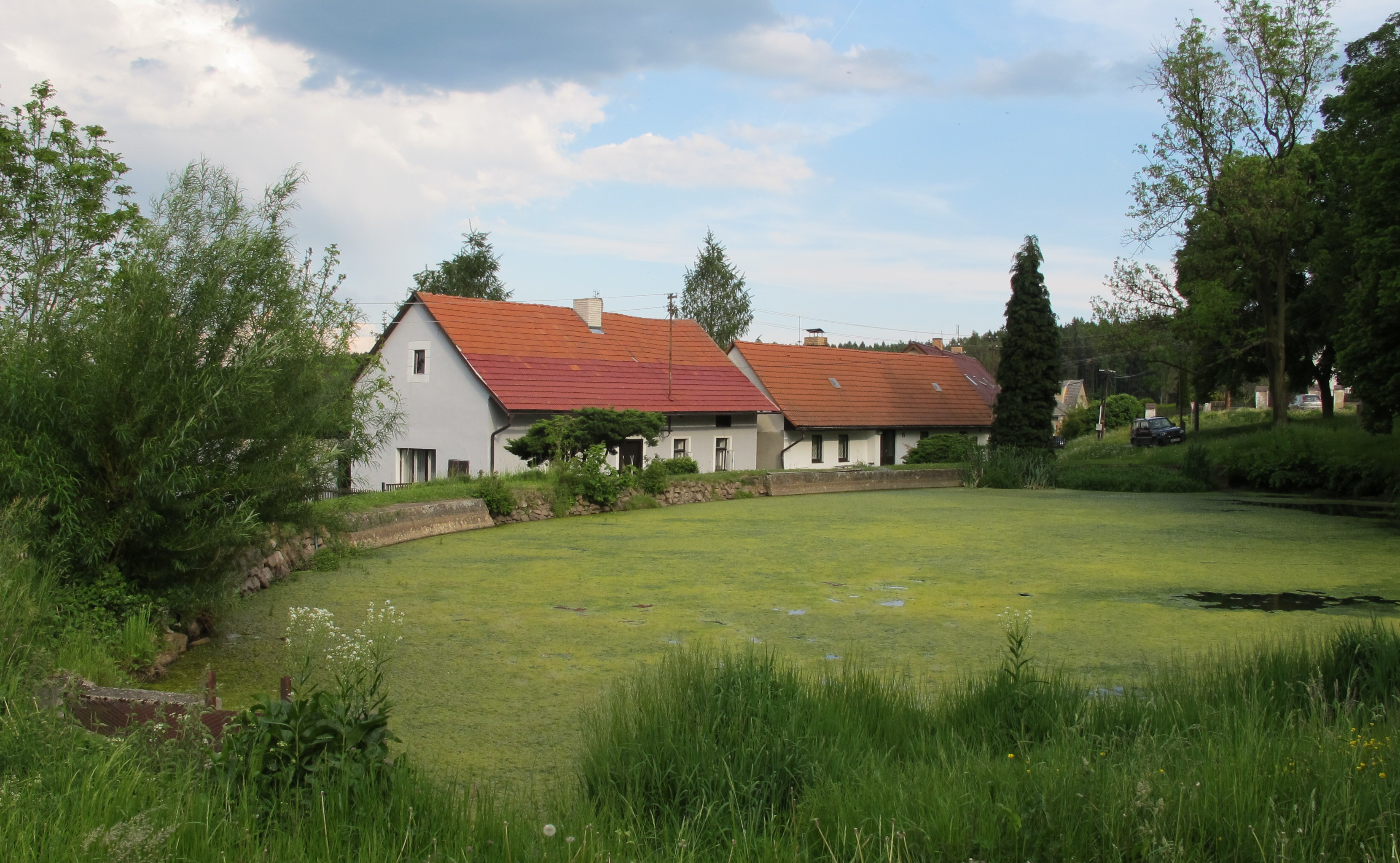

## Gemeindegliederung
Für die Gemeinde Křešín sind keine Ortsteile ausgewiesen. Grundsiedlungseinheiten sind Křešín, Křešín-U Evženova und Křešín-U Felbabky.

## Sehenswürdigkeiten
- Kapelle der Unbefleckten Jungfrau Maria auf dem Dorfplatz am Teich, erbaut 1855
- Naturdenkmal „Na horách“ mit Steppenvegetation und Küchenschellen-Population
- Schrotholzhäuser